# 陈嘉川
陈嘉川（1962年1月—），山东诸城人，中华人民共和国政治人物、齐鲁工业大学校长。

## 生平
1982年，毕业于山东轻工业学院制浆造纸工程专业，并留校工作。1989年，获西北轻工业学院制浆造纸工程专业硕士学位。1994年，获华南理工大学制浆造纸工程专业博士学位。1994年，为山东轻工业学院副教授。1996年，担任教授、化学工程系副主任。次年担任系主任。1999年8月，担任山东轻工业学院副院长。2003年，担任院长。2013年6月担任齐鲁工业大学党委副书记、校长。2017年8月，齐鲁工业大学与山东省科学院合并，仍担任校长。2021年1月，卸任校长职务。